# Voetbalelftal van de Duitse Democratische Republiek in 1980
Het Voetbalelftal van de Duitse Democratische Republiek speelde in totaal zeven interlands in het jaar 1980, alle vriendschappelijk. De nationale selectie stond voor het elfde opeenvolgende jaar onder leiding van bondscoach Georg Buschner.

## Balans
| Wedstrijden | Wedstrijden | Wedstrijden | Wedstrijden | Doelpunten | Doelpunten | Doelpunten | Punten |
| Gespeeld    | Winst       | Gelijk      | Verlies     | Voor       | Tegen      | Saldo      | Punten |
| ----------- | ----------- | ----------- | ----------- | ---------- | ---------- | ---------- | ------ |
| 7           | 4           | 3           | 0           | 10         | 4          | +6         | 1.571  |

## Interlands
|                                                        |        |                    |                                |                                                                                    |
| 13 februari Vriendschappelijk № 181 «onderlinge duels» | Spanje | 0 – 1              | Duitse Democratische Republiek | Estadio La Rosaleda, Málaga Toeschouwers: 30.000 Scheidsrechter: André Daina (SUI) |
| 13 februari Vriendschappelijk № 181 «onderlinge duels» |        | 57'Joachim Streich |                                | Estadio La Rosaleda, Málaga Toeschouwers: 30.000 Scheidsrechter: André Daina (SUI) |

|                                                    |                                                |       |                                     |                                                                                      |
| 2 april Vriendschappelijk № 182 «onderlinge duels» | Roemenië                                       | 2 – 2 | Duitse Democratische Republiek      | Stadionul 23 August, Boekarest Toeschouwers: 20.000 Scheidsrechter: Spas Lukov (BUL) |
| 2 april Vriendschappelijk № 182 «onderlinge duels» | Mircea Sandu 31' Hans-Jürgen Dörner 60' (e.d.) |       | 78' Joachim Streich 89' Udo Schmuck | Stadionul 23 August, Boekarest Toeschouwers: 20.000 Scheidsrechter: Spas Lukov (BUL) |

|                                                     |                                    |       |             |                                                                                   |
| 16 april Vriendschappelijk № 183 «onderlinge duels» | Duitse Democratische Republiek     | 2 – 0 | Griekenland | Zentralstadion, Leipzig Toeschouwers: 20.000 Scheidsrechter: Torben Månsson (DEN) |
| 16 april Vriendschappelijk № 183 «onderlinge duels» | Gerd Weber 64' Joachim Streich 69' |       |             | Zentralstadion, Leipzig Toeschouwers: 20.000 Scheidsrechter: Torben Månsson (DEN) |

|                                                  |                                     |       |                                                |                                                                                 |
| 7 mei Vriendschappelijk № 184 «onderlinge duels» | Duitse Democratische Republiek      | 2 – 2 | Sovjet-Unie                                    | Ostseestadion, Rostock Toeschouwers: 20.000 Scheidsrechter: Gerard Geurds (NED) |
| 7 mei Vriendschappelijk № 184 «onderlinge duels» | Dieter Kühn 28' Frank Terletzki 86' |       | 13' Valeriy Gazzayev 75' (pen.) Leonid Boerjak | Ostseestadion, Rostock Toeschouwers: 20.000 Scheidsrechter: Gerard Geurds (NED) |

|                                                      |                   |                     |                                |                                                                                       |
| 8 oktober Vriendschappelijk № 185 «onderlinge duels» | Tsjecho-Slowakije | 0 – 1               | Duitse Democratische Republiek | Stadion Evžena Rošického, Praag Toeschouwers: 8.000 Scheidsrechter: Josef Bucek (AUT) |
| 8 oktober Vriendschappelijk № 185 «onderlinge duels» |                   | 17' Joachim Streich |                                | Stadion Evžena Rošického, Praag Toeschouwers: 8.000 Scheidsrechter: Josef Bucek (AUT) |

|                                                       |                                |       |        |                                                                                |
| 15 oktober Vriendschappelijk № 186 «onderlinge duels» | Duitse Democratische Republiek | 0 – 0 | Spanje | Zentralstadion, Leipzig Toeschouwers: 30.000 Scheidsrechter: Ján Veverka (TCH) |
| 15 oktober Vriendschappelijk № 186 «onderlinge duels» |                                |       |        | Zentralstadion, Leipzig Toeschouwers: 30.000 Scheidsrechter: Ján Veverka (TCH) |

|                                                        |                                       |       |           |                                                                                     |
| 19 november Vriendschappelijk № 187 «onderlinge duels» | Duitse Democratische Republiek        | 2 – 0 | Hongarije | Kurt Wabbel Stadion, Halle Toeschouwers: 14.000 Scheidsrechter: Adolf Mathias (AUT) |
| 19 november Vriendschappelijk № 187 «onderlinge duels» | Martin Trocha 28' Joachim Streich 32' |       |           | Kurt Wabbel Stadion, Halle Toeschouwers: 14.000 Scheidsrechter: Adolf Mathias (AUT) |

## Statistieken
| Hans-Ulrich Grapenthin | 1943-09-02 | FC Carl Zeiss Jena  | 4 | 0 | 0 | 17 | 0  |
| Jürgen Croy            | 1946-10-19 | Sachsenring Zwickau | 2 | 0 | 0 | 93 | 0  |
| Bodo Rudwaleit         | 1957-08-03 | BFC Dynamo Berlin   | 1 | 0 | 0 | 5  | 0  |
| Verdediging            |            |                     |   |   |   |    |    |
| Hans-Jürgen Dörner     | 1951-01-25 | Dynamo Dresden      | 5 | 0 | 0 | 65 | 6  |
| Gerd Kische            | 1951-10-23 | Hansa Rostock       | 5 | 0 | 0 |    |    |
| Konrad Weise           | 1951-08-17 | FC Carl Zeiss Jena  | 5 | 0 | 0 |    |    |
| Udo Schmuck            | 1952-10-29 | Dynamo Dresden      | 2 | 0 | 1 | 4  | 1  |
| Martin Trocha          | 1957-12-24 | FC Carl Zeiss Jena  | 2 | 0 | 1 |    |    |
| Artur Ullrich          | 1957-10-10 | BFC Dynamo Berlin   | 1 | 1 | 0 |    |    |
| Frank Baum             | 1956-03-30 | Lokomotive Leipzig  | 1 | 0 | 0 | 4  | 0  |
| Gert Brauer            | 1955-09-07 | FC Carl Zeiss Jena  | 1 | 0 | 0 | 4  | 0  |
| Lothar Kurbjuweit      | 1950-11-06 | FC Carl Zeiss Jena  | 1 | 0 | 0 |    |    |
| Dieter Strozniak       | 1955-01-14 | Hallescher FC       | 1 | 0 | 0 | 1  | 0  |
| Frank Uhlig            | 1955-12-08 | FC Karl-Marx-Stadt  | 1 | 0 | 0 | 1  | 0  |
| Gunter Sekora          | 1950-10-03 | Lokomotive Leipzig  | 0 | 1 | 0 | 1  | 0  |
| Middenveld             |            |                     |   |   |   |    |    |
| Reinhard Häfner        | 1952-02-02 | Dynamo Dresden      | 6 | 0 | 0 |    |    |
| Gerd Weber             | 1956-05-31 | Dynamo Dresden      | 4 | 0 | 1 | 35 | 5  |
| Jürgen Pommerenke      | 1953-01-22 | 1. FC Magdeburg     | 3 | 2 | 0 |    |    |
| Matthias Müller        | 1954-10-18 | Dynamo Dresden      | 3 | 1 | 0 |    |    |
| Matthias Liebers       | 1958-11-22 | Lokomotive Leipzig  | 3 | 0 | 0 |    |    |
| Rüdiger Schnuphase     | 1954-01-23 | FC Carl Zeiss Jena  | 2 | 0 | 0 | 21 | 2  |
| Lutz Lindemann         | 1949-07-13 | FC Carl Zeiss Jena  | 1 | 2 | 0 | 21 | 2  |
| Wolfgang Steinbach     | 1954-09-21 | 1. FC Magdeburg     | 1 | 1 | 0 |    |    |
| Frank Terletzki        | 1950-08-05 | BFC Dynamo Berlin   | 1 | 0 | 1 | 4  | 1  |
| Hartmut Schade         | 1954-11-13 | Dynamo Dresden      | 1 | 0 | 0 | 31 | 5  |
| Norbert Trieloff       | 1957-08-24 | BFC Dynamo Berlin   | 1 | 0 | 0 | 1  | 0  |
| Aanval                 |            |                     |   |   |   |    |    |
| Martin Hoffmann        | 1955-03-22 | 1. FC Magdeburg     | 5 | 1 | 0 | 62 | 16 |
| Peter Kotte            | 1954-12-08 | Dynamo Dresden      | 5 | 1 | 0 | 21 | 3  |
| Joachim Streich        | 1951-04-13 | 1. FC Magdeburg     | 4 | 2 | 5 |    |    |
| Dieter Kühn            | 1956-07-04 | Lokomotive Leipzig  | 2 | 0 | 1 | 8  | 2  |
| Hans-Jürgen Riediger   | 1955-12-20 | BFC Dynamo Berlin   | 2 | 0 | 0 | 34 | 5  |
| Jürgen Heun            | 1958-05-26 | Rot-Weiß Erfurt     | 1 | 0 | 0 | 1  | 0  |
| Jürgen Bähringer       | 1950-08-19 | FC Karl-Marx-Stadt  | 0 | 1 | 0 | 1  | 0  |